# Рожин, Николай Николаевич
Николай Николаевич Рожин (род. 11 ноября 1949, Чериктейский наслег, Якутская АССР) — советский и российский спортсмен, тренер и педагог; Мастер спорта СССР по вольной борьбе, мастер спорта Якутской АССР по борьбе хапсагай, Заслуженный тренер Якутской АССР, судья международной категории, кандидат педагогических наук, доцент.

## Биография
Родился 11 ноября 1949 года в Чериктейском наслеге Усть-Алданского района Якутской АССР.
Занимаясь спортом, был пятикратным чемпионом Якутии по вольной борьбе. В ранге ветерана становился чемпион мира среди мастеров-ветеранов (1997, Рим). 
После окончания спортивно карьеры, работал тренером Чурапчинской школы-интерната, Курбусахской школы, ДЮСШ Усть-Алданского района, а также тренером Якутской школы Высшего спортивного мастерства. Тренер-преподаватель по вольной борьбе ДЮСШ «Эрэл» города Нерюнгри, старший тренер сборной команды по женской борьбе Республики Саха (Якутия).
В числе его воспитанниц призёры и победительницы первенств мира среди юниорок, а также чемпионатов России — Екатерина Мельникова, Анастасия Табаева и Анастасия Щавлинская. В 2011 году все три спортсменки были награждены медалью «Гражданская доблесть» по итогам спортивного 2011 года в Республике Саха (Якутия), а их тренер — Николай Рожин — на той же церемонии был отмечен Почетной грамотой Президента РС(Я) с вручением ему золотых часов.

## Награды и заслуги
- Лауреат Государственной премии им. Д.П.Коркина в области физической культуры и спорта Республики Саха (Якутия) по итогам 2009 года.
- Отличник физической культуры и спорта Российской Федерации.
- Почетный гражданин Усть-Алданского улуса.